# Interparáda
Interparáda este un album colectiv apărut în 1973 în Cehoslovacia, cu ocazia ediției din acel an a festivalului internațional Bratislavská Lýra. Compilația a fost editată la casa de discuri Opus și cuprinde piese aparținând câtorva artiști participanți la cunoscutul festival organizat la Bratislava și care au reprezentat o parte din țările blocului răsăritean: Ungaria, Uniunea Sovietică, Germania Democrată, Polonia, Bulgaria și România. Cele două piese aparținând României sunt „Visata mea iubire”, interpretată de solista Dida Drăgan (cu acompaniamentul Orchestrei Electrecord) și „Te întreb pe tine, soare...” din repertoriul Phoenix, formație ce a participat în 1973 la două festivaluri internaționale: Bratislavská Lýra (Cehoslovacia) și Sopot (Polonia). Piesa grupului Phoenix inclusă pe acest LP colectiv a fost reluată de pe EP-ul Meșterul Manole, apărut în același an.

## Piese
Fața A:
1. Kati Kovács – Add már uram az esöt (Tibor Koncz / Iván Szenes)
2. András Payer – Minden jót Mónika (Ottó Ullmann / G. Dénes György)
3. Marija Pachomenko – Priznanie (Alexander Kolker / Kim Ryžov)
4. Muslim Magomajev – Svadba (Arno Babadžaňan / Robert Roždestvenski)
5. Frank Schöbel – Die sprache der Liebe ist leis' (Gerhard Siebholz / Fred Gertz)
6. Frank Schöbel – Wie ein stern (Hans-Georg Schmiedecke / Dieter Lietz)

Fața B:
1. Tadeusz Woźniak – Zegarmistrz światła (Tadeusz Woźniak / Bogdan Chorążuk)
2. Andrzej Dąbrowski – Do zakochania jeden krok (Antoni Kopff / Andrzej Bianusz)
3. Lilly Ivanova – Molba (Alexander Jossifov / Pavel Matev)
4. Studio V – Cvetove na proletta (Villy Kazassyan / Dimiter Kerelezov)
5. Dida Drăgan – Visata mea iubire (Marius Țeicu / Constantin Săbăreanu)
6. Phoenix – Te întreb pe tine, soare... (Nicolae Covaci / Victor Cârcu)

Licențele pieselor de pe LP-ul Interparáda aparțin următoarelor case de discuri:
- A1, A2 – Hungaroton (Budapesta, Ungaria)
- A3, A4 – Melodija (Moscova, U.R.S.S.)
- A5, A6 – VEB Deutsche Schallplatten Berlin (Berlin, R.D.G.)
- B1, B2 – Polskie Nagrania (Varșovia, Polonia)
- B3, B4 – Balkanton (Sofia, Bulgaria)
- B5, B6 – Electrecord (București, România)